# Juruena (miasto)
Juruena – miasto i gmina w Brazylii, w stanie Mato Grosso.